# German MMA Championship
German MMA Championship (GMC) ist eine deutsche Mixed-Martial-Arts-Organisation. In den Jahren 2013, 2014 und 2015 wurden die Veranstaltungen GMC 4, GMC 5 und GMC 7 mit dem GnP Award für die beste Veranstaltung national und 2013 und 2015 zusätzlich als bester Veranstalter des Jahres national ausgezeichnet. Zudem ist GMC für viele deutsche Kämpfer das Sprungbrett zur Ultimate Fighting Championship (UFC), der weltweit größten Mixed-Martial-Arts-Organisation.

## Geschichte
Die erste Veranstaltung, „GMC1 The Beginning“, der German MMA Championship fand am 29. Mai 2010 in der Ruhrstadt Arena in Herne statt. Der Sieger des Hauptkampfes, Carlos Eduardo Rocha, wurde kurze Zeit nach dem Kampf von der Ultimate Fighting Championship unter Vertrag genommen. GMC 1 wurde in einem Boxring ausgetragen.
Im gleichen Jahr fand auch noch die zweite Veranstaltung, „GMC2 Continued“, am 9. Oktober 2010 am selben Ort statt und bot die ersten beiden Titelkämpfe der GMC-Geschichte sowie einen eigens entwickelten 8-eckigen Ring auf. Beim Titelkampf im Weltergewicht gewann Christian Eckerlin gegen den späteren Ultimate-Fighting-Championship-Kämpfer Piotr Hallman. Im Halbschwergewicht konnte sich der spätere Bellator-Fighting-Championships-Kämpfer Jonas Billstein gegen Matthias Schuck via TKO durchsetzen.
Nach fast dreijähriger Pause kehrte GMC mit der Veranstaltung "GMC 3 Cage Time" am 16. Februar 2013 in die Ruhrstadt Arena in Herne zurück und trug die Kämpfe erstmals in einem Octagon aus. Den Hauptkampf des Abends, den Titelkampf im Schwergewicht, trugen der europaweit bekannte Andreas Kraniotakes und Björn Schmiedberg aus, wobei sich auch nach 5 Runden keiner der Kämpfer entscheidend durchsetzen konnte.
Mit „GMC 4 Next Level“ setzte German MMA Championship am 6. Juli 2013 in der Eis Arena Herne neue Maßstäbe für deutsche Mixed-Martial-Arts-Veranstaltungen. Die Kämpfe wurden in einem Octagon nach den Original-Ultimate-Fighting-Championship-Maßen ausgetragen und der Kämpfer-Walk-in wurde durch Nebel und Pyrotechnik unterstützt. Die Kämpfe wurden für alle Kämpfer live in den Kabinen übertragen.
Am 13. September 2014 wechselte German MMA Championship zum ersten Mal den Veranstaltungsort und richtete „GMC 5“ in der Europahalle Castrop-Rauxel aus.
Seitdem richtet GMC in der Regel zwei Veranstaltungen pro Jahr aus.

## Regeln
German MMA Championship nutzt mit den „Unified Rules of Mixed Martial Arts“ das gleiche Regelwerk wie die Ultimate Fighting Championship.

### Runden
Die Kämpfe gehen über 3 Runden zu je 5 Minuten mit einer Ringpause von jeweils 1 Minute. Titelkämpfe gehen über 5 Runden zu je 5 Minuten, ebenfalls mit einer 1-minütigen Ringpause nach jeder Runde.

### Gewichtsklassen
Die Unified Rules, die von GMC genutzt werden, kennen neun verschiedene Gewichtsklassen.
- Flyweight (Fliegengewicht): 125 und weniger lb (57 und weniger kg)
- Bantamweight (Bantamgewicht): 126 bis 135 lb (57 bis 61 kg)
- Featherweight (Federgewicht): 136 bis 145 lb (61 bis 66 kg)
- Lightweight (Leichtgewicht): 145 bis 155 lb (67 bis 71 kg)
- Welterweight (Weltergewicht): 155 bis 170 lb (71 bis 78 kg)
- Middleweight (Mittelgewicht): 170 bis 185 lb (78 bis 85 kg)
- Light Heavyweight (Halbschwergewicht): 185 bis 205 lb (85 bis 94 kg)
- Heavyweight (Schwergewicht): 205 bis 265 lb (94 bis 120 kg)
- Super Heavyweight (Super Schwergewicht): über 265 lb (über 120 kg)

### Käfig

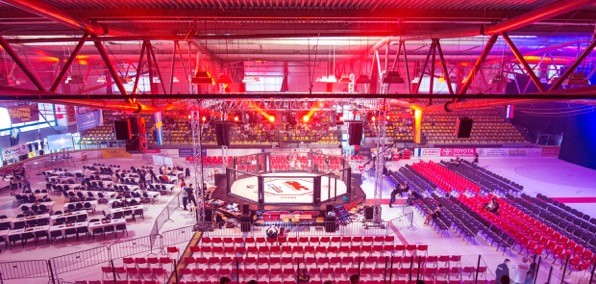
Hallenbild von GMC 4

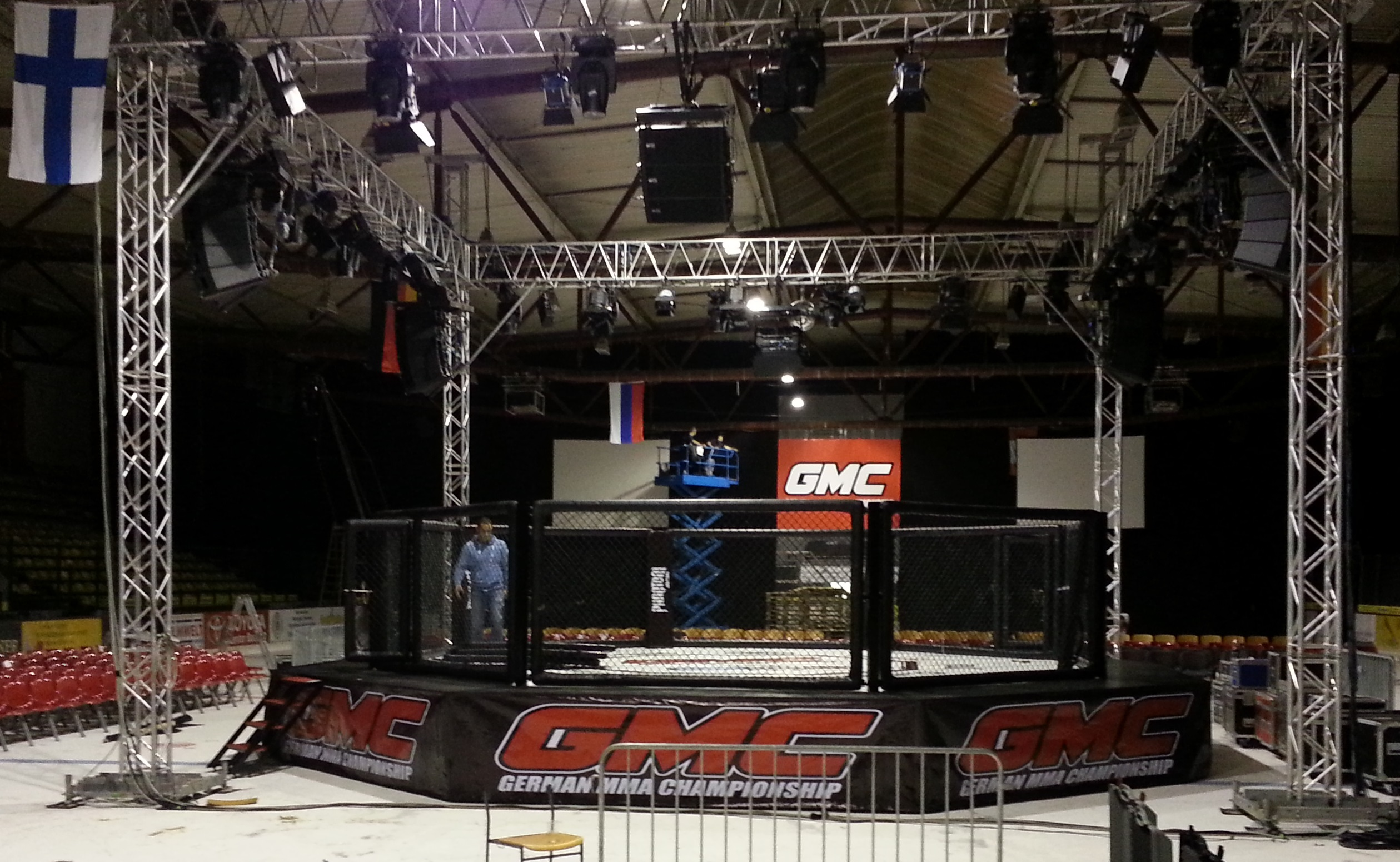
GMC-Octagon

Die Kampffläche bei GMC hat die Form eines Octagons (Achteck) mit einem Durchmesser von 9,75 m. Anstelle von Ringseilen wird die Kampffläche durch einen Maschendrahtzaun begrenzt. Der Zaun soll die Kämpfer davor schützen, von der Kampffläche zu fallen. Zudem eröffnet er weitere taktische Möglichkeiten, da man sich (im Clinch und Bodenkampf) daran abstützen kann - jedoch dürfen sich die Kämpfer nicht daran festhalten.

## Titelträger

### Aktuelle Titelträger
Die GMC-Titelträger der verschiedenen Gewichtsklassen:

#### Herren

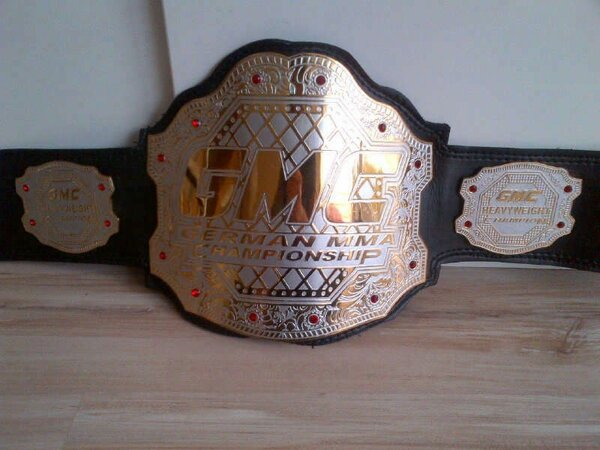
GMC-Schwergewichtsgürtel

| Gewichtsklasse    | Gewichtslimit                  | Titelträger         | seit                            | Verteidigungen |
| ----------------- | ------------------------------ | ------------------- | ------------------------------- | -------------- |
| Schwergewicht     | 206 bis 265 lb (93 bis 120 kg) | Andreas Kraniotakes | 6. Juli 2013 (GMC 4 Next Level) | 0              |
| Halbschwergewicht | 186 bis 205 lb (84 bis 93 kg)  | Stephan Pütz        | 7. November 2015 (GMC 7)        | 0              |
| Mittelgewicht     | 171 bis 185 lb (77 bis 84 kg)  | Christian Eckerlin  | 18. April 2015 (GMC 6)          | 0              |
| Weltergewicht     | 156 bis 170 lb (70 bis 77 kg)  | Kerim Engizek       | 6. Juli 2013 (GMC 4 Next Level) | 0              |
| Leichtgewicht     | 146 bis 155 lb (66 bis 70 kg)  | Djamil Chan         | 18. April 2015 (GMC 6)          | 1              |
| Federgewicht      | 136 bis 145 lb (62 bis 66 kg)  | Lom Ali Eskjiew     | 6. Juli 2013 (GMC 4 Next Level) | 0              |
| Bantamgewicht     | 126 bis 135 lb (57 bis 61 kg)  | Taylor Lapilus      | 7. November 2015 (GMC 7)        | 0              |

## Veranstaltungen
| Veranstaltung       | Datum         | Ort            | Halle           |
| ------------------- | ------------- | -------------- | --------------- |
| GMC 1 The Beginning | 29. Mai 2010  | Herne          | Ruhrstadt Arena |
| GMC 2 - Continued   | 9. Okt. 2010  | Herne          | Ruhrstadt Arena |
| GMC 3 - Cage Time   | 16. Feb. 2013 | Herne          | Ruhrstadt Arena |
| GMC 4 - Next Level  | 6. Juli 2013  | Herne          | Eis Arena       |
| GMC 5               | 13. Sep. 2014 | Castrop-Rauxel | Europahalle     |
| GMC 6               | 18. Apr. 2015 | Castrop-Rauxel | Europahalle     |
| GMC 7               | 7. Nov. 2015  | Castrop-Rauxel | Europahalle     |
| GMC 8               | 16. Apr. 2016 | Castrop-Rauxel | Europahalle     |